# Serrat de la Cabanera (la Torre de Tamúrcia)
El Serrat de la Cabanera és un dels contraforts de la Serra de Sant Gervàs, i està situada cap a la meitat d'aquesta serra, a ponent de l'ermita de Sant Gervàs i dels Corrals de Sallants, actualment abandonats.
És al nord-est de la Torre de Tamúrcia.